# Dáil Éireann
La Dáil Éireann és la cambra baixa de l'Oireachtas (parlament) de la República d'Irlanda. És elegit cada cinc anys per sufragi directe, mitjançant un sistema de representació proporcional anomenat vot únic transferible (Single Transferable Vote, o STV). Els seus poders són similars a altres cambres baixes de la majoria dels sistemes parlamentaris bicambrals i és en gran manera la branca dominant de l'Oireachtas. Té la capacitat de nomenar i destituir el Taoiseach (Cap de govern) i aprovar lleis. Des de 1922 es reuneixen en Leinster House, a Dublín. La 29a Dáil està composta per 166 membres, que han de ser ciutadans majors de vint-i-un anys. Cada membre s'anomena Teachta Dála o TD (diputat).

## Elecció
L'electorat per a la Dáil consisteix en ciutadans irlandesos i del Regne Unit majors de divuit anys. La Constitució d'Irlanda diu que unes eleccions generals per a la Dáil Éireann han de realitzar-se cada set anys, però hi ha un límit de cinc anys actualment especificat en un estatut. El Taoiseach pot, fent una petició al president, dissoldre la Dáil en qualsevol moment, en el cas de les eleccions generals amb un termini de trenta dies. El sistema electoral de vot únic transferible, o STV, produeix la representació proporcional en la Dáil. La grandària petita dels districtes electorals solia, no obstant això, donar un petit avantatge als partits grans i representar en menor amidada als partits més petits. Des dels anys 1990 la tònica en l'estat ha estat els governs de coalició.
Abans de 1989, no obstant això, els governs d'un únic partit, generalment del Fianna Fáil, van ser molt comuns. Els districtes electorals de múltiples seients en la càmera requeria per mitjà del STV que els candidats del mateix partit competissin. Es van fer dues temptatives, en 1959 i 1968 per a canviar el sistema al britànic "Single Member Plurality". En ambdues ocasions van ser rebutjades per referèndums. Cada districte electoral tria entre tres i cinc diputats (amb una mitjana de 3,9). La constitució especifica un mínim de tres però no un màxim. També cal que les divisions dels districtes siguin revisades almenys una vegada cada dotze anys, de manera que aquests límits poden ser redibuixats per a acomodar els canvis de població. Els canvis són traçats per una comissió independent, i la seva recomanació són normalment acceptades.

## Nombre de membres
La constitució esmenta que no ha d'haver-hi mai menys d'un diputat per cada trenta mil habitants, ni més d'un per cada vint mil. El fet, no obstant això, és que tots els ministres han de ser escollits de la cambra baixa i d'aquesta necessitat és necessari que hi hagi un nombre ampli per a poder triar; això significa que el quocient entre diputats i població aquest més proper de l'última dada.
En la 29a Dáil hi ha un diputat per cada 21.000 habitants, un dels quocients més baix en el món. Amb l'adopció de l'actual constitució en 1937, la quantitat de diputats es va reduir de 153 a 138, però en els anys 1960, el Taoiseach Seán Lemass va descobrir la dificultat de seleccionar ministres. El nombre ha anat augmentant, només va haver-hi un increment substancial en 1981, fins a arribar als actuals 166 diputats.

## Ceann Comhairle
El President de la cambra, o membre de la presidència, de la Dáil Éireann és el Ceann Comhairle. El Ceann Comhairle és triat entre els diputats, però s'espera que guardi una imparcialitat estricta. A pesar d'això, el govern intentarà normalment seleccionar un dels seus per a aquesta posició. Per a protegir la neutralitat d'aquest lloc, un Ceann Comhairle titular no sol·licita la reelecció com a diputat sinó que ha de ser reelegit pel seu districte electoral en unes eleccions generals, tret que es retiri.
El Ceann Comhairle no vota excepte en el cas d'un empat. En aquests casos, generalment vota d'acord amb les convencions parlamentàries referents al president de la Cambra dels Comuns britànica.

## Poders
Mentre que en principi la Dáil Éireann és només un dels tres components de l'Oireachtas (els altres dos són el president d'Irlanda i la Seanad Éireann), en la pràctica els poders que dona la constitució a la Dáil la constitueix en la branca dominant, significant que la majoria dels projectes de llei han de passar per ella abans d'arribar a ser lleis. A més del seu paper legislatiu, la Dáil és la qual designa al Taoiseach. La Dáil pugues també crear una moció de censura al govern, en aquest cas el Taoiseach ha de triar entre una dissolució parlamentària o la dimissió. La Dáil té el poder exclusiu de: 
- La proposta de pressupost (que pot no originar en el senat).
- Ratificar tractats.
- Declarar la guerra o permetre l'estat participar en una guerra.

## Activitats
La Dáil Éireann determina els seus propis preceptes vigents i els seus membres són protegits per certs drets originats dels privilegis parlamentaris. En la línia d'altres sistemes parlamentaris moderns, els diputats no voten generalment d'acord amb les seves consciències o desitjos, sinó seguint les instruccions dels seus partits. Els debats són rigidamente estructurats i extremadament limitats i famosos per la seva falta de passió en comparació d'altres cambres baixes. Els diputats solen llegir lentament els seus guions preparats.

## Història

### Precursors
La primera legislatura que va existir a Irlanda va ser el Parlament d'Irlanda i la seva cambra baixa era la Cambra dels Comuns Irlandesa. No obstant això, el Parlament d'Irlanda va ser abolit en 1800. Els nacionalistes irlandesos van convocar per primera vegada la Dáil Éireann com un parlament revolucionari en 1919 i mentre que va assumir el control de la majoria de les funcions de govern amb èxit, no va ser reconegut sota les lleis britàniques. En 1921 el govern britànic va establir una legislatura dita Parlament d'Irlanda del Sud en l'esforç d'apaivagar als nacionalistes concedint un limitat autogovern. No obstant això aquest va ser rebutjat i boicotejat pels nacionalistes que mantenien la seva lleialtat a la Dáil. Tanmateix, ja que la primera Dáil era il·legal sota la constitució britànica, la cambra baixa del Parlament d'Irlanda del Sud, la Cambra dels Comuns d'Irlanda del Sud, era considerada en teoria legal com precursora de la Dáil.

### La primera Dáil (1919)
L'actual Dáil deriva de la Constitució d'Irlanda de 1937, però s'afirma com descendent directa de la primera Dáil (An Chéad Dáil en irlandès) de 1919. La primera Dáil era una assemblea fora de la legalitat establerta pels membres del parlament del Sinn Féin en les eleccions generals del Regne Unit a la Cambra dels Comuns de 1918. Una vegada que van guanyar una majoria en els seients irlandesos en les eleccions, els membres del Sinn Féin van rebutjar reconèixer el parlament britànic i en el seu lloc van crear la primera Dáil Éireann (Assemblea d'Irlanda): una legislatura unicameral d'una nova República d'Irlanda teòrica, i el primer parlament irlandès que existia des de 1801. No obstant això, només va ser reconeguda internacionalment per la Unió Soviètica i va provocar la Guerra Angloirlandesa de 1919-1921.

### L'Estat Lliure Irlandès
La Dáil de la República Irlandesa va ser succeïda en 1922 per la Dáil de l'Estat Lliure Irlandès. L'Estat Lliure Irlandès, que abraçava vint-i-sis comtats meridionals i occidentals d'Irlanda, va ser establert en 1921 després del Tractat Angloirlandès. La Dáil Éireann (descrita ara com una cambra de diputats) es va convertir en la cambra baixa d'una nova legislatura denominada Oireachtas.

### La Constitució d'Irlanda (1937—)
La Constitució d'Irlanda, adoptada en 1937, va crear l'estat irlandès modern, designada com a República d'Irlanda. Sota la constitució, una nova legislatura retenia el nom d'Oireachtas i la seva cambra baixa com Dáil Éireann (encara que descrita com una cambra de representants). La primera Dáil després de la constitució va ser denominada Ninth Dáil.